# Начолапітек
Начолапітек (Nacholapithecus) — гомінід, що проживав у Середньому Міоцені, знайдений у формуванні Nachola (Начола) в північній Кенії, один із ключових видів на початку еволюції гомінідів. Схожий на тіло проконсула, мав довгий хребет з шістьма поперековими хребцями, вузький тулуб, великі верхні кінцівки і довгі ноги.
Разом з такими кеніапітековими як Екваторіус, Кеніапітек і Грифопітек, Начолапітек демонструє синапоморфію з Анойяпітеком.

## Систематика
Начолапітека спочатку відносили до Кеніапітеків, але потім цю помилку виявили і виправили, остаточно визнавши окремим родом (Ishida et al 1999)[4][5]. Нині його класифікують як члена родини Proconsulidae (I. S. Zalmout et al. 2010). [6]

## Начолапітек керіой
Начолапітек керіой — це гомінід з формації Aka Aiteputh, що в Начола, у Північній Кенії. Ця формація значною мірою є північно-західним бортом рифту, що перекриває формацію Начола [8], котрає частиною неогенової системи (Samburu). [9]